# بنجامين أندرو
بنجامين أندرو (بالإنجليزية: Benjamin Andrew)‏ هو سياسي أمريكي، ولد في 20 أكتوبر 1713، وتوفي في 16 ديسمبر 1790. انتخب عضو مجلس نواب جورجيا.